# Clește (biologie)

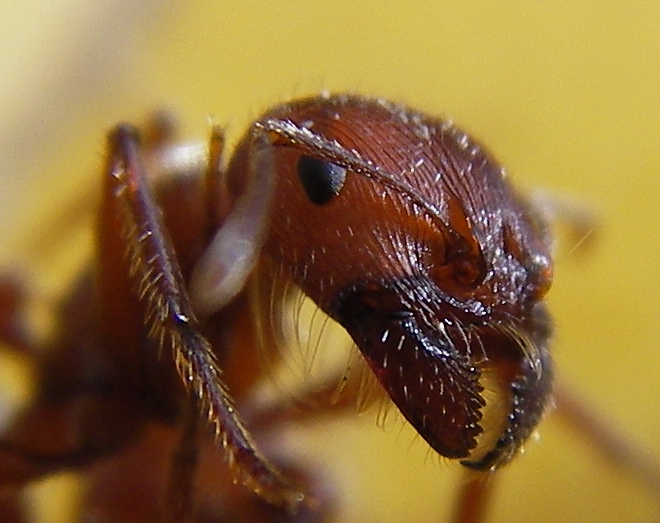
Cleștii care fac parte din mandibula unei furnici

Cleștele este o parte din corpul artropodelor, folosită pentru a căra lucruri, pentru apărare împotriva altor creaturi sau pentru a ataca prada.
Unele artropode, precum crabii, homarii și scorpionii dispun de clești în formă de chelă.